# Neuendorf-Sachsenbande
Neuendorf-Sachsenbande – miejscowość i gmina w Niemczech, w kraju związkowym Szlezwik-Holsztyn, w powiecie Steinburg, wchodzi w skład Związku Gmin Wilstermarsch.
Tu znajduje się najniżej położony punkt Niemiec - 3,539 m poniżej poziomu morza.